# Heinäsaari (ö i Viitasaari, Kärnänjärvi)
Heinäsaari är en liten ö i Kärnänjärvi i Finland. Den ligger i sjön Kellanjärvi och i kommunen Viitasaari i den ekonomiska regionen  Saarijärvi-Viitasaari och landskapet Mellersta Finland, i den centrala delen av landet, 300 km norr om huvudstaden Helsingfors. Öns area är omkring 600 kvadratmeter och dess största längd är 40 meter i sydöst-nordvästlig riktning.